# Gnash (Album)
Gnash ist ein Musikalbum des Dave Rempis/Tashi Dorji Duo. Die am 26. Januar 2024 im Veranstaltungsort Sugar Maple in Milwaukee entstandenen Aufnahmen erschienen am 25. Juni 2024 auf Rempis’ Label Aerophonic Records.

## Hintergrund
Das Trio KUZU, bestehend aus dem Saxophonisten Dave Rempis, dem Gitarristen Tashi Dorji und dem Schlagzeuger Tyler Damon, ist seit seiner Gründung im Jahr 2018 ausgiebig auf Tourneen gegangen und hat fünf Alben veröffentlicht, darunter 2021 All Your Ghosts in One Corner. Im Jahr 2023 tourten der Saxophonist Dave Rempis und der Gitarrist Tashi Dorji im Duo, hatten einen vielbeachteten Auftritt in Victoriaville, Quebec, im Mai und eine Reihe von Konzerten im Südosten der USA im Oktober 2023, die sie als Vorbereitung auf die Live-Aufnahmesession im Januar 2024 nutzten, bei der das Album Gnash entstand. Für diese Session trafen sich die beiden während Rempis’ einmonatiger Donnerstagabend-Residenz im Hungry Brain in Chicago und reisten dann in den Norden der USA, um am folgenden Abend ein Konzert im Veranstaltungsort Sugar Maple in Milwaukee zu geben, wo die beiden Musiker bereits zweimal aufgenommen hatten.
Rempis nutzte zum ersten Mal auf einer Aufnahme ein Sopransaxophon. Das Instrument wurde ihm nach dem Tod seines Freundes und Mentors, des Saxophonisten Mars Williams, im Jahr 2023 geschenkt.

## Titelliste
- Dave Rempis/Tashi Dorji Duo: Gnash (Aerophonic Records AR043)[2]

1. Forms 6:31
2. Orphic Hymn 20:22
3. Ask for the Impossible 23:31
4. Zilch 11:02

Die Kompositionen stammen von Dave Rempis und Tashi Dorji.

## Rezeption

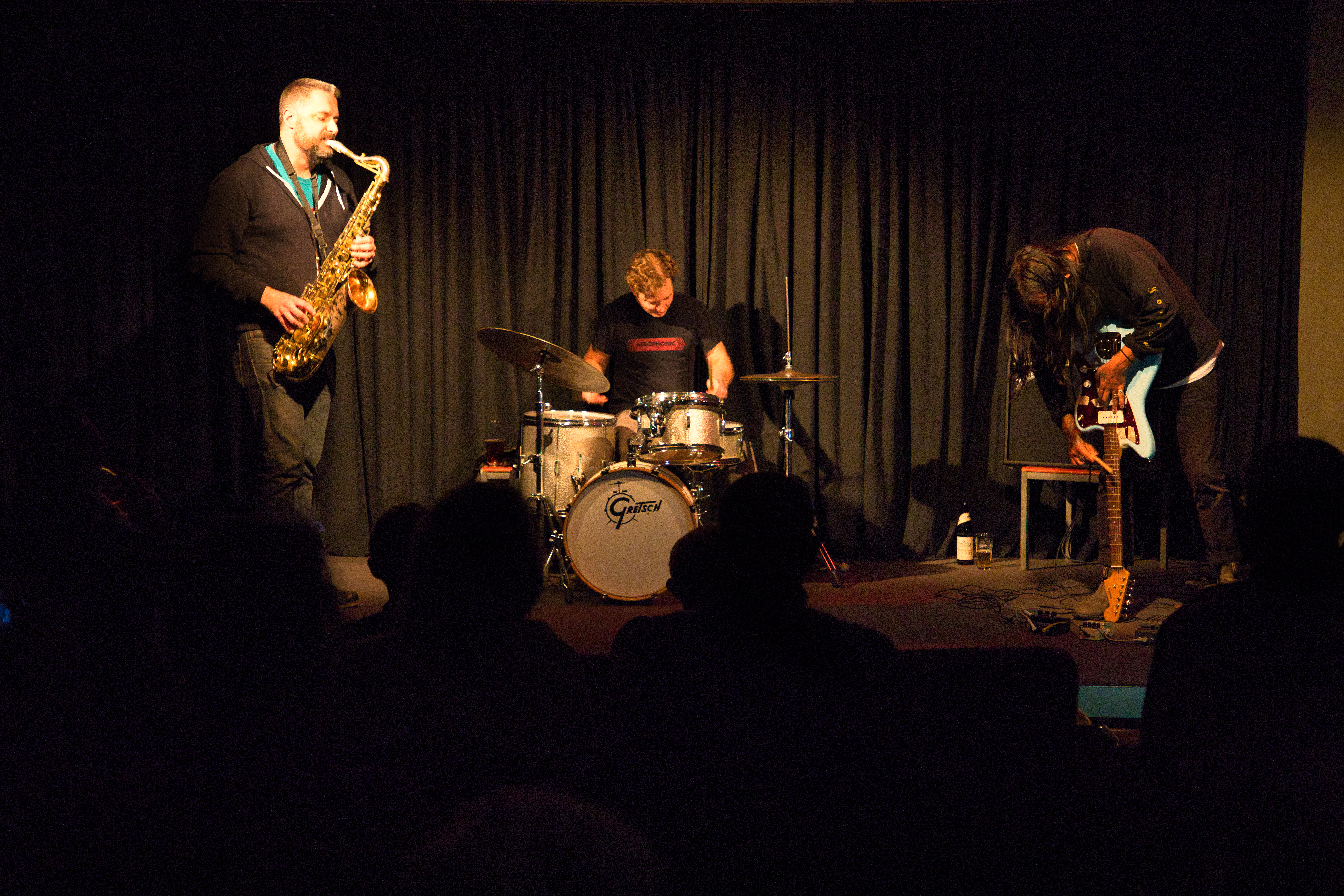
Das Trio KUZU mit Dave Rempis, Tyler Damon (Mitte) und Tashi Dorji (Club W71 2021)

Nach Ansicht von Mark Corroto, der das Album in All About Jazz rezensierte, wäre es nachlässig, die genetischen und kulturellen Implikationen des Duos zu ignorieren. Rempis, langjähriges Mitglied der Chicagoer Jazz-Improvisationsmusikszene, sei ein aus einer griechischen Einwandererfamilie stammender Amerikaner mit einem Interesse an nicht-westlicher Musik. Dorji wierum stamme aus dem Himalaya-Königreich Bhutan, einem Land, das nicht für seine Jazzszene bekannt sei. Er habe bislang westliche Musik, hauptsächlich Rockmusik und Heavy Metal gespielt. Mit seinem Umzug nach Asheville, North Carolina, habe er sein Spiel auf die freie Improvisation verlagert. Sein Sound lasse sich als eine Mischung aus Derek Bailey und Sonny Sharrock beschreiben.
Dieser Bailey/Sharrock-Sound werde bereits im Opener „Forms“ deutlich, so Corroto weiter. Dorji würde einen metallischen Klang erzeugen, als wäre seine Gitarre eine Kaumaschine. Die beiden Instrumente vermischen und verflüssigen sich durchgehend, während Rempis das obere Register seines Instruments bearbeitet, und Dorji wahnwitzige Klänge erzeuge. In „Orphic Hymn“ greife Dorji mit Rempis als Prediger auf den Delta-Blues zurück, und seine Saxophon-Predigt steigere sich zu einer Version des Zungenredens. Die Musik des Album sei lautstark und herausfordernd sowohl für die Musiker als auch für den Zuhörer.
Rempis und Dorji würden die Energie und Vorfreude des Publikums in zwei Sets geduldiger, bewusster und konzentrierter Kreativität kanalisieren, schrieb Eyal Hareuveni (Salt Peanuts). Bereits das Eröffnungsstück «Forms» mit Rempis am Sopransaxophon zeige die unterschiedlichen Ansätze dieser begabten Improvisatoren, wobei Rempis zyklische, melodische Linien skizziere. Gleichzeitig entscheide sich Dorji für dornige, rohe Kollisionen oder kurze Klangbisse [klingend wie] knirschende Zähne, wie der Titel des Albums andeute. Das letzte Stück „Zilch“ verleihe den spannungsgeladenen und anregenden Kollisionen eine spielerische Note und unterstreiche, dass Rempis und Dorji immer auf der Suche nach neuen Klangexperimenteb seien.